# The Piece Of9
《THE PIECE OF9》는 2023년 1월 9일에 발매된 SF9의 12번째 미니 앨범이다.

## 앨범 소개
SF9, 12th Mini Album ‘THE PIECE OF9’
-SF9, 미스터리한 요원 콘셉트로 선보일 신곡 ‘Puzzle’
-흩어진 조각 모아 완전한 SF9을 향한 발걸음
그룹 SF9이 열두 번째 미니 앨범 ‘THE PIECE OF9’으로 흩어진 조각(PIECE)을 퍼즐(Puzzle)처럼 모아 완전한 SF9으로 나아간다.
미니 12집 타이틀곡 ‘Puzzle’은 펑크 음악을 기반으로 한 팝 장르의 곡으로, 결말을 찾아나가는 스토리를 퍼즐에 비유하며 풀어냈다. 멤버 주호, 휘영이 작사에 참여했으며, 주호는 작곡에도 함께 이름을 올리며 멤버로서 타이틀곡 작곡에 처음 참여해 그 특별함을 더한다. 앨범 곳곳에 적절히 기미된 미스터리하고 클래식한 요원 콘셉트가 신곡 ‘Puzzle’의 듣는 재미를 풍성하게 한다.
타이틀곡 외에도 R&B POP 장르의 ‘Love Colour’, 트랩 사운드를 기반으로 한 EPIC 힙합 장르 ‘New world’, 다크한 매력을 엿볼 수 있는 ‘Fighter’, 생동감 넘치는 트랙 ‘꽉 (Tight)’, 그리고 팬에 대한 고마운 마음을 담은 재윤의 자작곡 ‘Stay with me’까지 총 여섯 곡의 다채로운 장르가 담겼다. 멤버 주호, 휘영, 찬희가 작사에 참여했으며, 재윤의 첫 자작곡도 포함됐다.
SF9의 절제되고 성숙한 매력이 그룹의 스펙트럼을 넓히며, 또 한 번 업그레이드된 이들을 만날 수 있을 것이다.

## 수록곡
| 트랙 | 곡                                | 곡                                          | 곡                     |
| 트랙 | 작사                              | 작곡                                        | 편곡                   |
| 01   | Puzzle TITLE                      | Puzzle TITLE                                | Puzzle TITLE           |
| 01   | 한성호, Sooyoon, 주호, 휘영       | 주호, Benjmn, Sebastian Thott               | Sebastian Thott        |
| 02   | Love Colour                       | Love Colour                                 | Love Colour            |
| 02   | 한성호, Sooyoon, 주호, 휘영       | SlyBerry, Rapid, kyler Niko                 | SlyBerry, Rapid        |
| 03   | New World                         | New World                                   | New World              |
| 03   | 한성호, Sooyoon, 주호, 휘영, 찬희 | 박수석, 서지은, Moon Kim, Andy Love, 이태현 | 박수석, 서지은, 이태현 |
| 04   | Fighter                           | Fighter                                     | Fighter                |
| 04   | 한성호, Sooyoon, 주호, 휘영       | 박수석, 서지은, Moon Kim, SQVARE            | 박수석, 서지은         |
| 05   | 꽉 (Tight)                        | 꽉 (Tight)                                  | 꽉 (Tight)             |
| 05   | 한성호, Sooyoon, 주호             | 박수석, 서지은, kyler Niko, 이태현          | 박수석, 서지은, 이태현 |
| 06   | Stay with me                      | Stay with me                                | Stay with me           |
| 06   | 재윤                              | 재윤, 정진욱, SlyBerry                      | 정진욱, SlyBerry       |

## 음반
| 《THE PIECE OF9》 한터 차트 초동 판매량 |            |            |                      |
| 날짜                                    | 일간판매량 | 누적판매량 | 비고                 |
| 1월 9일 (1일차)                         | 49,5**     | 49,5**     | 발매 시작            |
| 1월 10일 (2일차)                        | 21,6**     | 71,2**     |                      |
| 1월 11일 (3일차)                        | 20,1**     | 91,3**     |                      |
| 1월 12일 (4일차)                        | 22,9**     | 114,3**    | 10만장 돌파          |
| 1월 13일 (5일차)                        | 22,6**     | 137,0**    |                      |
| 1월 14일 (6일차)                        | 2,6**      | 139,6**    |                      |
| 1월 15일 (7일차)                        | 40,0**     | 179,6**    | 자체 커리어하이 경신 |
| 초동 판매량                             | 179,6**    | 179,6**    |                      |

## 여담
- 영빈, 인성의 군 입대로 인해 7인 체제로 활동한다. 영빈은 뮤직비디오 촬영 당시에 휴가를 나와서 현장에 도넛을 사왔다고 한다. (쇼케이스 기사,  영빈 인스타그램)
- 2023년 1월 9일 18시 음원 공개에 앞서, 자정에 뮤직비디오가 선공개되었다.
- 멤버 주호가 SF9의 타이틀곡 작곡에 처음 참여했다. "모두가 빛나야 한다"는 주호의 모토대로 각 멤버들의 파트 분량이 비슷하다. 심지어 랩라인이 후렴구를 불렀다!
- 프로모션의 일환으로 2023년 1월 10일부터 1월 24일까지 'ESCAPE ROOM OF9'라는 이름의 방탈출 팝업 스토어 이벤트가 개최된다.
- 멤버 재윤의 입대 전 마지막 앨범이다.
- 3번 트랙의 'New World'가 타이틀곡이 될 뻔 했다고 한다.
- 해당 앨범은 2023년 9월 18일, 로운이 탈퇴하면서 9인조 체제에서 발매된 마지막 앨범이 됐다. 그의 공백은 전역 이후 영빈, 인성, 다원, 유태양이 맡아주었다.